# Carolijn Visser
Carolijn Visser (Leiden, 5 september 1956) is een Nederlandse schrijfster van reisverhalen. Ze reist vooral door landen als China en Tibet.
Carolijn Visser bracht een groot deel van haar jeugd door in Middelburg, waar ze de hbs bezocht. Ze reist al jarenlang over de wereld; haar belangstelling gaat uit naar communistische en postcommunistische samenlevingen als Vietnam, Nicaragua, Estland, China en Tibet. Ze schrijft over mensen die zich onder moeilijke omstandigheden staande weten te houden.
In 2019 werd haar een eredoctoraat van de Open Universiteit toegekend.